# Звездиця (Варненська область)
Звезди́ця (болг. Звездица) — село у Варненській області Болгарії. Входить до складу общини Варна.

## Населення
За даними перепису населення 2011 року у селі проживали 1188 осіб, з них 993 особи (98,5%) — болгари.
Розподіл населення за віком у 2011 році:
Динаміка населення: